# Condado de Saline (Nebraska)

O Condado de Saline é um dos 93 condados do estado norte-americano de Nebraska. A sede do condado é Wilber, e a sua maior cidade é Crete. O condado tem uma área de 1492 km² (dos quais 3 km² estão cobertos por água), uma população de 13 843 habitantes, e uma densidade populacional de 9 hab/km² (segundo o censo nacional de 2000). O condado foi fundado em 1855.